# Gelasius II.
Gelasius II. (* zwischen 1060 und September 1064 in Gaeta; † 29. Januar 1119 in Cluny) war von 1118 bis zu seinem Tode Papst. Sein ursprünglicher Name wird italienisch als Giovanni da Gaeta, deutsch als Johannes von Gaeta aufgeführt.

## Leben

### Herkunft und frühe Jahre
Johannes von Gaeta entstammte einer kampanischen Adelsfamilie und war der Sohn von Johannes Coniulo († 1068 oder früher). Mutter und Onkel sorgten für die erste Bildung des Jungen und lehrten ihn lesen und schreiben. Sie brachten ihm auch literarische Werke nahe. Bereits als Knabe wurde er für eine geistliche Laufbahn bestimmt und als puer oblatus der Abtei Montecassino anvertraut. Dort erfuhr er seine weitere Bildung und wurde unter Abt Desiderius von Montecassino, dem späteren Papst Viktor III., in den Benediktinerorden aufgenommen. Sein Lehrer war der bekannte Autor Alberich von Montecassino, der einen großen stilistischen Einfluss auf ihn ausübte.

### Kirchlicher Werdegang
Johannes empfing die niederen Weihen und wurde nicht vor 1074 oder 1075 zum Subdiakon geweiht. Zwischen 1074/1075 und 1088 verfasste er seine ersten literarischen Werke.
Papst Viktor III. berief ihn 1086 als scriptor an die Apostolische Kanzlei. Am 12. März 1088 wurde er von Papst Urban II. zunächst pro tempore (vorläufig), 1089 endgültig, zum Kanzler der Heiligen Römischen Kirche ernannt. Im Jahr 1088, noch in Montecassino, wirkte Johannes von Gaeta mit an Übertragungen des Registers von Papst Johannes VIII. und möglicherweise auch an der des Registers von Leo I. Vor September desselben Jahres erhob Viktor III. ihn zum Kardinaldiakon von Santa Maria in Cosmedin, zu jener Zeit noch Santa Maria in Schola Græca genannt. Zwischen August 1088 und Mai 1099 fertigte er päpstliche Schreiben aus.

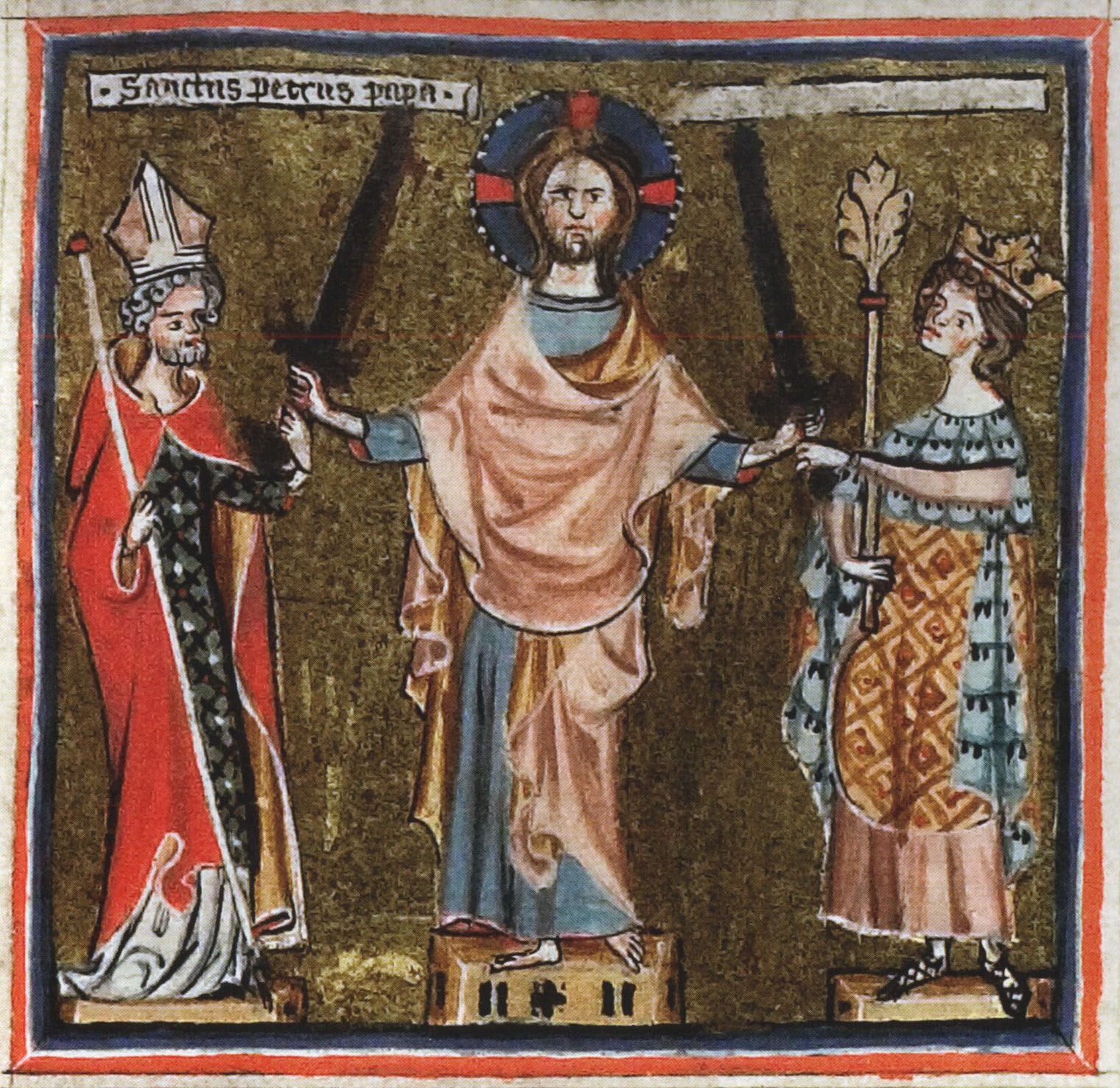
Die Zweischwerterlehre des Papstes Gelasius II. (Buchmalerei Anfang 14. Jh.)

Der 1099 gewählte Papst Paschalis II. bestätigte ihn als Leiter der päpstlichen Kanzlei. Johannes teilte die Gefangenschaft Paschalis’ von Februar bis April 1111, als Kaiser Heinrich V. den Papst festsetzen ließ. Er soll auch das Dokument ausgefertigt haben, mit dem Paschalis II. unter Zwang dem Kaiser das Investiturrecht zusprach und Heinrich die Kaiserkrönung zusagte, den sogenannten Vertrag von Ponte Mammolo. Bei der Lateransynode von 1116 trat Johannes als entschiedener Unterstützer von Paschalis II. im Investiturstreit auf.

### Pontifikat und Tod
Johannes von Gaeta nahm an der Papstwahl 1118 teil und wurde am 24. Januar 1118 in der Kirche Santa Maria in Pallara auf dem Palatin einmütig zum Papst gewählt, ohne dass der gebannte Kaiser Heinrich V. in den Wahlvorgang einbezogen worden wäre. Als Papstnamen wählte Johannes von Gaeta Gelasius II. Dies sollte wohl ein Zeichen dafür sein, dass er im Investiturstreit die Oberhoheit des Papstes gegen den Kaiser durchsetzen wollte, wie es Gelasius I. und in der Folge Gregor VII. mit der Zweischwerterlehre vertreten hatten. Angehörige des Adelsgeschlechts der Frangipani nahmen hingegen den neuen Papst gefangen und setzten ihn in einer ihrer Burgen fest, da sie befürchteten, dass er zu kompromissbereit gegenüber Heinrich V. wäre.
Der Kaiser eilte nach Rom, um seine Ansprüche geltend zu machen, doch Gelasius II. floh in seine Heimatstadt Gaeta, wo er am 10. März 1118 als Papst inthronisiert wurde. Daraufhin ließ Heinrich V. den Cluniazenser Maurice Bourdin als Gregor VIII. zum (Gegen-)Papst krönen.
In der Folgezeit kam keine Einigung mit dem Kaiser zustande, insbesondere nicht über den damals auf seinem Höhepunkt befindlichen Investiturstreit. Gelasius ließ daher 1118 auf der Synode in Fritzlar den von seinem Vorgänger ausgesprochenen Bann Heinrichs bestätigen und erneuern.
Gelasius II. starb am 29. Januar 1119 nach nur einjährigem Pontifikat in Cluny.

## Werke
Als gesichert gelten folgende Werke:
- Passio sancti Herasmi (für seinen Onkel)
- Passio sanctorum Eustasii et filiorum eius (für einen Mönch aus Montecassino namens Atenulfo)
- Passio sancti Ypolisti (für einen gewissen Roffredo, möglicherweise war dieser Erzbischof von Benevent)

Darüber hinaus werden Johannes von Gaeta weitere Werke zugeschrieben.